# Gran éxodo del este
El presente artículo trata de los días finales de la Segunda Guerra Mundial en la costa norte de Europa de la Kriegsmarine y de las iniciales conversaciones de paz, entre el almirante mayor Karl Dönitz y el general Montgomery.

## La situación en la península de Hela
Una avalancha de telegramas son lanzados en la zona del mar Báltico. Dos de ellos, fechados el 3 de mayo, que provienen del almirante del Báltico oriental, quien dirige los transportes intenta mantener cierto orden, reflejan perfectamente la situación a pesar de su laconismo:

“Han de ser transportados fuera de la zona AOK en Prusia Oriental: 225.000 solados y 25.000 refugiados en total. De ellos hay ya 175.000 en Hela; los demás han quedado cerca de la desembocadura del Vístula”.

Hela constituye, fuera de Curlandia, el último punto de apoyo alemán en el este. Todos aquellos que conservan una esperanza, por pequeña que sea, de escapar de los rusos, se apiñan en la extremidad de la estrecha península. Frente a Oxhöft, en el continente, son instaladas unas baterías soviéticas después de la caída de Gotenhafen, las cuales bombardean Hela. Los aviones sobrevuelan la península casi sin interrupción y dejan caer sus bombas sobre la muchedumbre, atacando con ametralladoras los pequeños buques que surcan activamente la bahía de Dantzig.
En la costa, entre la desembocadura del Vístula y la del Nogal, así como en la Frische Nehrung, existe todavía una especie de frente que debe intentar mantenerse hasta que el último alemán haya sido trasladado a Hel (Hela en alemán). Cada noche, una gran cantidad de embarcaciones y pequeños buques efectúan ese transporte. Estos atraviesan la bahía de Dantzig con todas las luces apagadas. No bien se acercan a la playa, los hombres marchan a su encuentro por millares. Los ancianos, heridos y enfermos, que no pueden desplazarse por sus propios medios, son conducidos por los marinos, quienes se los echan a los hombros para llevarlos a bordo. Los buques hacen cada noche innumerables viajes, pero la multitud parece no disminuir. Hela constituye para los refugiados el primer paso hacia la libertad. De ahí pueden ir más lejos.
El segundo telegrama del almirante Thiele del Báltico oriental, muestra claramente la gravedad de la situación. Está dirigido al comandante en jefe de la marina:

“A consecuencia de la total supresión de los convoyes en dirección a Hela, se encuentran hacinadas aquí más de 200.000 personas. Ha comenzado a cundir el pánico. Solicito sea enviado suficiente tonelaje de buques para efectuar el transporte. El 2 y 3 de mayo sólo partirá un vapor hacia el oeste. Es preciso actuar con la máxima urgencia”.

La Marina alemana ha transportado hacia el oeste cerca de un millón y medio de personas desde Klaipėda, Pillau, Dantzig, Gotenhafen y, más tarde, Hel. Pero los rusos los acechan también desde el mar. Habiendo desaparecido las barreras alemanas que obstruían el golfo de Finlandia, aquellos envían sus submarinos para atacar los convoyes que atraviesan el Báltico. Los rusos torpedean tres grandes buques alemanes, “Wilhelm Gustloff”, “General von Steuben” y “Goya”, que se van a pique con millares de refugiados y heridos. Particular catástrofe es la desaparición del “Goya” que se hundió en contados minutos, arrastrando al fondo del mar a las 6000 personas que transportaba; solo se salvan 200. A pesar de la cifra abrumadora, es una pequeñez si se la compara con los millares que se salvan. Después de la catástrofe del “Goya” la proporción de pérdidas queda establecida en 0,49%.
Hace dos días que no llegan buques a Hela, el hacinamiento humano en la península crece hora a hora. ¿Es que la marina alemana no posee ya embarcaciones?. El día 3 de mayo la orden Regenbogen (arco iris) sigue en vigor dentro de la marina. Su significado es precisado por un telegrama del Alto Mando Naval enviado en aquella fecha:

“Continúa en todo su vigor la orden de que los acorazados, cruceros, destructores, torpederos, buques rápidos de vigilancia, submarinos y pequeñas embarcaciones militares, no caigan en manos del enemigo. Estos deberán ser hundidos o destruidos a la recepción de la palabra convencional: Regenbogen”.

Esa palabra puede ser comunicada de un momento a otro. Los ingleses avanzan ya en dirección a los puertos, mientras que los rusos y americanos disputan una carrera para ver quién alcanza primero Alemania central. Ningún buque de la Kriegsmarine ha de caer en su poder: todos deben ser hundidos.

## Las negociaciones de paz
En la noche del 2 de mayo, el almirante mayor Karl Döenitz envía, desde Kiel, al almirante von Friedeburg y algunos oficiales de la marina y del ejército al Cuartel General británico, situado en la landa del Luneburgo. Aquellos se presentan al mariscal Montgomery al día siguiente. Apenas es informado de la propuesta de paz de Döenitz, ordena la suspensión de los ataques aéreos proyectados para la jornada siguiente. Von Friedeburg traslada a su jefe las condiciones formuladas por Montgomery, entre las cuales figuran:

“Todos los buques que se hallen todavía a flote en la zona de capitulación, por lo tanto, igualmente, en Holanda y Dinamarca, serán entregados a los aliados”.

Döenitz acepta las condiciones. De no hacerlo así, los ataques aéreos se concentrarían en las diversas poblaciones todavía conservadas por los alemanes. De negarse, además, los aliados occidentales no dejarán franquear sus líneas a las tropas y refugiados del este, que, a razón de centenares de miles, caerán en manos de los rusos.
Debe resultarle especialmente amargo a él, al almirante mayor, entregar sus buques. Todas las flotas han preferido hundirse antes que entregar sus buques. El último ejemplo fue dado por los franceses, quienes, en 1942, destruyeron la suya cuando los alemanes atacaron Tolón por sorpresa. Pero Döenitz, no tiene alternativa.
Los telegramas abundan sin interrupción en el mar Báltico; su contenido es distinto ahora:

“El Alto Mando Naval ordena que en las primeras horas del día 5 de mayo cesen inmediatamente las hostilidades contra los ingleses y los americanos. Se ordena a todos los dragaminas y patrulleros que se dirijan sin demora a Hela”

“Para Copenhague: hacer zarpar inmediatamente en dirección a la zona oriental todos los destructores, torpederos, buques rápidos de vigilancia y vapores Linz, Ceuta y Pompeji, así como el crucero auxiliar Hansa”.
“Para el mando de la Marina en la zona oriental: comunicar por radio puertos de destino”.

“Para Hela, Libau, Windau y Bornholm. Armisticio con las tropas del mariscal Montgomery, en vigor a partir del día 5 de mayo a las ocho horas, hora de verano alemana. Los transportes marítimos continúan, consistiendo la misión de la Marina en salvar a los alemanes del este. No ejecutar ninguna destrucción, hundimiento ni acto de análoga naturaleza. Asegurar la conservación de todos los aprovisionamientos”.
Orden Regenbogen#GGC11C

Se trata de la anulación de la orden Regenbogen, que es acatada en casi todos los frentes. Los submarinistas alemanes se niegan a creer que la orden ha sido revertida; por ello todos los submarinos se concentran en los puertos de Alemania y son hundidos en la noche del 4 al 5 de mayo, poco tiempo antes de la entrada en vigor de la capitulación concertada con los ingleses. El resto de la Kriegsmarine tiene aún otra misión: salvar todo lo que pueda ser salvado. Es por ello que usando todo lo que flote, los marinos alemanes avanzan por el Báltico al encuentro de los que todavía esperan. A partir de la entrada en vigor de la rendición ante los rusos, éstos entrarán en los puertos e impedirán que zarpe ningún buque tanto de Hela como de Windau y Libau.
En la mañana del 7 de mayo un telegrama indica la cifra de las personas transportadas. Solo de Hela han podido ser embarcadas 43.000 personas, sin contar aquellas que han podido hacerse a la mar, por sus propios medios. Sin embargo,  aún quedan una cantidad cuatro veces mayor. Teóricamente, se necesita una semana completa para salvar a todos. En consecuencia Döenitz se esfuerza por retardar todo lo posible la entrada en vigor de la capitulación. El mismo día comunica:

“A todos buques presente en el Báltico: a consecuencia de la capitulación, todos los navíos de guerra y mercantes deberán abandonar los puertos de Curlandia y Hela antes de las cero horas del 9 de mayo. Así, pues, aceleren en la medida de lo posible el transporte de los alemanes del este. Alto Mando Naval.”

Todos saben el plazo que tienen: dos días completos… Los rusos ocuparán los puertos exactamente a las doce, en la noche del 8 al 9 de mayo. Todos los que no hayan podido ser salvados hasta esa hora, serán hechos prisioneros.

## La Kriegsmarine salva a sus camaradas
En el puerto de Libau, la 9.ª División de Protección reúne a todos los buques capaces de embarcar pasajeros. Se trata de dragaminas, patrulleros, pequeñas traineras, chalanas automóviles, remolcadores de puerto, barcazas y gabarras. Los oficiales a cargo de esas naves se esfuerzan por constituir con todos ellos convoyes ordenados. La mayoría de ellos no son capaces de desarrollar una velocidad aceptable o en el peor de los casos no son capaces de navegar en alta mar. De ser abandonados, serán presa fácil del mar o de los rusos que los acechan. Para ser socorridos en caso necesario, buques más potentes y rápidos son obligados a navegar pegados a ellos. Los rusos no dejan de poner todos los medios a su alcance para hacer retornar a las pequeñas naves a puerto. Los barcos deben embarcar todo lo que pueden máximo el día 8, después los rusos aparecerán en el puerto en cualquier momento.
La madrugada del último día de guerra transcurre con gran actividad para los alemanes. Las tripulaciones destruyen o arrojan al mar todo lo que no es estrictamente indispensable para la postrera travesía. Procuran espacio para sus camaradas. Es la última consigna que reciben. Mientras tanto, los rusos bombardean violentamente Libau. Los rusos han adivinado las intenciones de los alemanes y hacen todo lo posible para evitar la huida. Una bomba rusa cae exactamente en la puerta del refugio del Mando y destruye las comunicaciones telefónicas. A la conmoción que produce la bomba rusa al explotar, se produce otra al llegar un telegrama, que dice:

“El grupo de ejércitos de Curlandia comunica: el mariscal Govorod ha acordado que el armisticio entre en vigor a partir de las catorce horas del día 8 de mayo. Informar inmediatamente a las tropas. Izar banderas blancas en las posiciones. El comandante en jefe espera que sus órdenes sean ejecutadas lealmente, de lo cual depende la suerte de todos los combatientes, de Curlandia. Comandante Marina Letonia”.

Cuando se recibe el telegrama anterior, eran las 12 del día 8 de mayo, quedaban dos horas, cuando se recibe otro telegrama:

“El comandante de la Marina es del parecer de que los embarques previstos podrían efectuarse a pesar de la anticipación de la entrada en vigor del armisticio”.

Los rusos por los bombardeos violentos a que someten a los alemanes, seguro entrarán a las 14 en punto; por tanto, los acontecimientos se precipitan. Los buques son llevados precipitadamente a los puntos de embarque, donde afluyen los soldados feldgrau, que se derramen en oleadas sobre los muelles. En cuanto los buques están llenos se dirigen hasta el antepuerto donde esperan a los demás. A las 16 cuando la mitad de las tropas están embarcadas se recibe otro telegrama que dice: “Atención. Los rusos comienzan a entrar”. Aquel telegrama corre como un reguero de pólvora. Un convoy repleto abandona el puerto. Alrededor de las 19 aparecen en el horizonte unos carros rusos y abren fuego sobre los buques que zarpan.
Los rusos surgen casi inmediatamente. Se apoderan de dos pequeños remolcadores que no han podido zarpar a tiempo. Los carros de combate rusos disparan sobre los que ya están navegando aunque sin causarles daño. Mientras la noche protege la navegación del extraño convoy, el jefe del mismo envía el mensaje siguiente a las autoridades del oeste:

“Diecinueve buques de vigilancia, 5 dragaminas, el Tsingtau, 3 patrulleros, 5 barcazas artilleras, 13 traineras armadas, 3 chalanas, 4 embarcaciones fluviales, 3 chalanas automóviles de la Marina y 8 buques auxiliares, transportando 18.000 soldados aproximadamente, han zarpado de Libau antes de las veintiún horas del día 8 de mayo y se dirigen hacia el Oeste integrando cuatro convoyes”.

El grupo de Copenhague al otro lado del Báltico, también estaba dedicado a febril actividad. Además los buques llegan hasta allí incesantemente, transportando refugiados del este, de Useddom, de Wollin y de Rügen. Los cruceros “Prinz Eugen” y “Nürnberg”, que ya se encuentran allí, varios destructores y torpederos entran el 4 de mayo en el puerto militar que se halla completamente lleno. Los destructores vienen desde Skagerrak, donde, hasta entonces,  escoltaban los convoyes destinados a Noruega. La orden de llevarlos a la bahía de Nybord y hundidos ha podido ser anulados a tiempo. Todos los buques a excepción de los dos cruceros, reciben la orden de zarpar una vez más hacia el este. Los destructores conforman una fuerza importante, de la que ya no harán uso a menos que intenten entorpecer su misión, que consiste en salvar a los alemanes de los puertos del este. Se trata de los tres buques del barón Hubert von Wangeheim, capitán de navío: “Z-34”, “Z-38” y “Z-39”, más los otros cuatro destructores “Kart Galster”, “Theodor Riedel”, “Friedrich Ilun” y “Z-35”, y, por último, los modernos torpederos “T-23”, “T-28” y “T-35”. En el Sund, una gran formación de bombarderos británicos sobrevuela esos buques. Ni de uno ni de otro lado, se producen actos de hostilidad alguna. Cuando más avanzan al este, encuentran embarcaciones pequeñas atiborradas de refugiados que se dirigen hacia el oeste: incluso hay una grúa flotante. El Báltico, totalmente tranquilo, les da casi un 100% de posibilidades de llegar a su destino.
En la noche del 5 de mayo, el almirante Thiele es informado que acaban de llegar a Hela, numerosos destructores y otros buques. Los destructores que tienen una tripulación de 300 hombres esperan sen cargados con cinco veces más esa cantidad. Entre los refugiados, hay niños abandonados recogidos en las carreteras de Prusia oriental; ancianos que han estado marchando a pie durante seis semanas; jóvenes madres que han dado a luz durante la huida, en general, gentes que delatan sus rostros las privaciones y los sufrimientos. Los refugiados particularmente necesitados, son alojados en la cámara de los oficiales y hasta en la cabina de los T.S.H., donde hasta hace días antes, ni siquiera los miembros de la dotación del buque tenían derecho a entrar. El comandante de la flotilla no sabe en dónde desembarcarlos. Los ingleses seguramente han llegado a Copenhague.
Llegados frente a la capital danesa, se encuentran con el urgente requerimiento de no entrar en el puerto. Más que a los ingleses, la orden obedece a que la situación se ha hecho insostenible a causa de la cantidad de refugiados que ahí existe. Pero la orden obedece a otro factor más importante: el puerto de La Haya bloqueado hasta para el desembarco de refugiados, debido a que el comandante del puerto el contralmirante británico Holt, exige, de acuerdo con lo estipulado en las condiciones de rendición, que ningún navío abandone aguas jurisdiccionales danesas. Además, no había garantía de que obtuvieran autorización para zarpar a fin de recoger en Hela a los refugiados que allí esperan. Los destructores se detienen a tres millas de las aguas jurisdiccionales danesas.

## Nuevas negociaciones
El 7 de mayo por la mañana, el vicealmirante Kreisch, llega al Hotel de Inglaterra en Copenhague, convertido en improvisado Cuartel General inglés para entrevistarse con el contralmirante Holt. El inglés Holt se muestra comprensivo ante la situación insostenible en que se encuentran los alemanes en el puerto militar; pero Londres ha dado instrucciones muy estrictas: han de ser entregados todos los buques, además, no tiene autoridad para autorizar la salida de uno de ellos de aguas danesas. El alemán Kreisch habla de los buques repletos de refugiados que vienen de las islas pomerianas: no es cuestión de desembarcarlo en Copenhague, es preciso llevarlos a los puertos alemanes y sin demora. Se lamenta el contralmirante Holt, porque no tiene autoridad para dejar partir una sola nave de aguas danesas.
El vicealmirante Kreisch, entonces formula otra petición: los buques podrían seguir la costa danesa hasta la bahía de Flensburgo, si desembarcan a los refugiados en Kupfermühle frente a Flensburgo, no saldrán de las aguas jurisdiccionales. El contralmirante inglés reflexiona un momento, sabe que si deja zarpar los buques no habrá nada que les impida alcanzar Alemania. Aun así da su autorización.
Veinticuatro horas después, los buques abandonan la capital danesa. El contralmirante Holt, no se ha equivocado: se dirigen hacia Alemania, cargados con 15 000 soldados y 30 000 paisanos. Actuó como traductor alemán, una mujer; al terminar la conferencia, el contralmirante Holt lleva a un lado al vicealmirante Kreisch y le suplica: “… que la próxima vez se procure un intérprete masculino, me resulta muy desagradable verme obligado a decir no tantas veces a una mujer…”
Mientras tanto la flota que quedó fueras de aguas jurisdiccionales danesas, es socorrida por dos buques vacíos y los refugiados son transferidos; así mismo llegan dos destructores, un torpedero y un petrolero que los abastece de combustible. Ya es posible regresar a Hela sin violar las condiciones del armisticio con los ingleses. Así lo confirma u telegrama sin cifrar: “Orden para todos los que puedan hacerlo antes del 8 de mayo por la noche, de reunirse en Curry. Comandante de los destructores”. “Curry” es el apodo del almirante Thiele, por tanto, la orden significa, pues, alcanzar Hela para embarcar nuevos refugiados. Los buques ponen proa inmediatamente al este. Es el amanecer del día 8 de mayo. El “Karl Galster”, el “Z-25” y el “T-33” son los últimos que marchan hacia la península en busca de millares de soldados y refugiados.
Cuando zarpan hacia las 23H55, deberían, de acuerdo con un telegrama recibido, dirigirse a un puerto ocupado por los rusos. Otro mensaje, sin embargo, clarifica: “A todos los destructores y torpederos. Atención a os falsos telegramas. Las órdenes del almirante mayor referentes a la repatriación de los refugiados y a la no destrucción de los buques se mantienen en vigor. Conserven la calma. Comandante de los destructores”. Los comandantes saben que las palabras “conserven la calma”, da autenticidad a la comunicación. Ponen proa al oeste.

## El último combate naval de la guerra
Al amanecer del día 9 de mayo, primer día de paz oficial después de la Segunda Guerra Mundial, las embarcaciones pequeñas que han abandonado Libau, Windau y Hela la víspera, se encuentran en alta mar navegando a pequeña velocidad. El armisticio con los rusos ha entrado en vigor. Hacia las 6, 25 aviones soviéticos Boston y IL-2, los atacan, sin causar daño. El fuego es respondido por los cañones antiaéreos de los buques. Las formaciones rusas prueban suerte dos veces más. Hacia las 17, cuando la formación alemana ha rebasado Borholm, el vigía del “Rugat”, buque del jefe de la 9.ª División de Protección, divisa tres proas que se acercan: son buques rápidos de vigilancia. Estos pasan a un centenar de metros del convoy y disparan una ráfaga de ametralladoras de gran calibre a proa del “Rugat”. Dos dragaminas inician la huida, separándose del convoy. En el convoy no hay ya armas disponibles, los cañones han sido desmontados desde la entrada en vigor del armisticio. Los rusos se desentienden de los dragaminas que huyen y se concentran en la nave del jefe de la División. El jefe de la División de Protección, envía el siguiente mensaje:
“De la 9ª División de protección. Unos buques de vigilancia soviéticos me detienen. ¿Qué debo hacer? Rugat”.
El almirante del Báltico oriental que recibe el mensaje sabe que el armisticio no ha sido anulado y que el propósito de los rusos es impedir que los buques cargados de soldados, alcancen la zona occidental; y transmite la orden al “Rugat”: “Prosiga su ruta hacia el oeste”. Mientras tanto, uno de los buques soviéticos intentaba abordar al “Rugat”, mientras los otros dos se habían colocado en posición favorable para lanzar sus torpedos. El “Rugat” no tiene compartimentos estancos, eso quiere decir, que un solo torpedo lo mandaría al fondo del mar.
En esta situación el “Rugat”, nuevamente telegrafía: “De la 9ª División de protección. Los barcos soviéticos quieren abordarnos y preparan sus torpedos. ¿Qué hago? Rugat”. Del comando le responden inmediatamente: “Prosiga su ruta hacia destino ordenado. Téngame al corriente de la situación”. Los rusos se han retirado algo a popa, después de haber ordenado a las naves que se dirijan a Neksö, pequeño puerto de Bornholm. Los alemanes reinician su marcha, poniendo proa inicialmente hacia Neksö y al primer momento favorable ponen proa a su destino original. Los alemanes protegidos por el mar humano que se forma en la cubierta, han vuelto a colocar un cañón de 88 mm. 
Los buques rusos que han quedado rezagados a popa, al darse cuenta de la maniobra, aumentan la velocidad y se distribuyen a ambas bandas del “Rugat” a fin de alcanzarlo. Abren fuego y lanzan sus torpedos. El “Rugat” maniobra hacia estribor y sortea dos torpedos. Mientras, la radio transmite: “Los buques soviéticos atacan con torpedos ¿Puedo abrir fuego sobre ellos?" 
El “Rugat” obtiene permiso para usar su cañón de 88 mm. El tercer disparo del “Rugat” levanta una columna de agua muy cerca una de las embarcaciones rusas. Pronto los alemanes dan en el blanco y el buque soviético queda envuelto en una nube de humo. Los otros buques rusos se colocan a ambas bandas y abandonan el combate, no sin antes disparar dos torpedos que pasan rozando la popa del “Rugat”. Son las 18 del día 9 de mayo de 1945. El último combate naval de la guerra se libra casi 24 h después de entrar en vigencia el armisticio y dura unos minutos.
El “Rugat” continúa su navegación mientras los dragaminas se reúnen con él, en el ínterin reciben el siguiente mensaje de su comando: “Si son ustedes detenidos por los rusos, pongan en su conocimiento que se dirigen hacia el oeste de acuerdo con el pacto concertado entre los aliados accidentales y el Alto Mando soviético”.
Al día siguiente, a las 12, el “Rugat”, en unión de una innumerable cantidad de embarcaciones, ancla en la bahía de Eckernförde.